# Nuôi dê

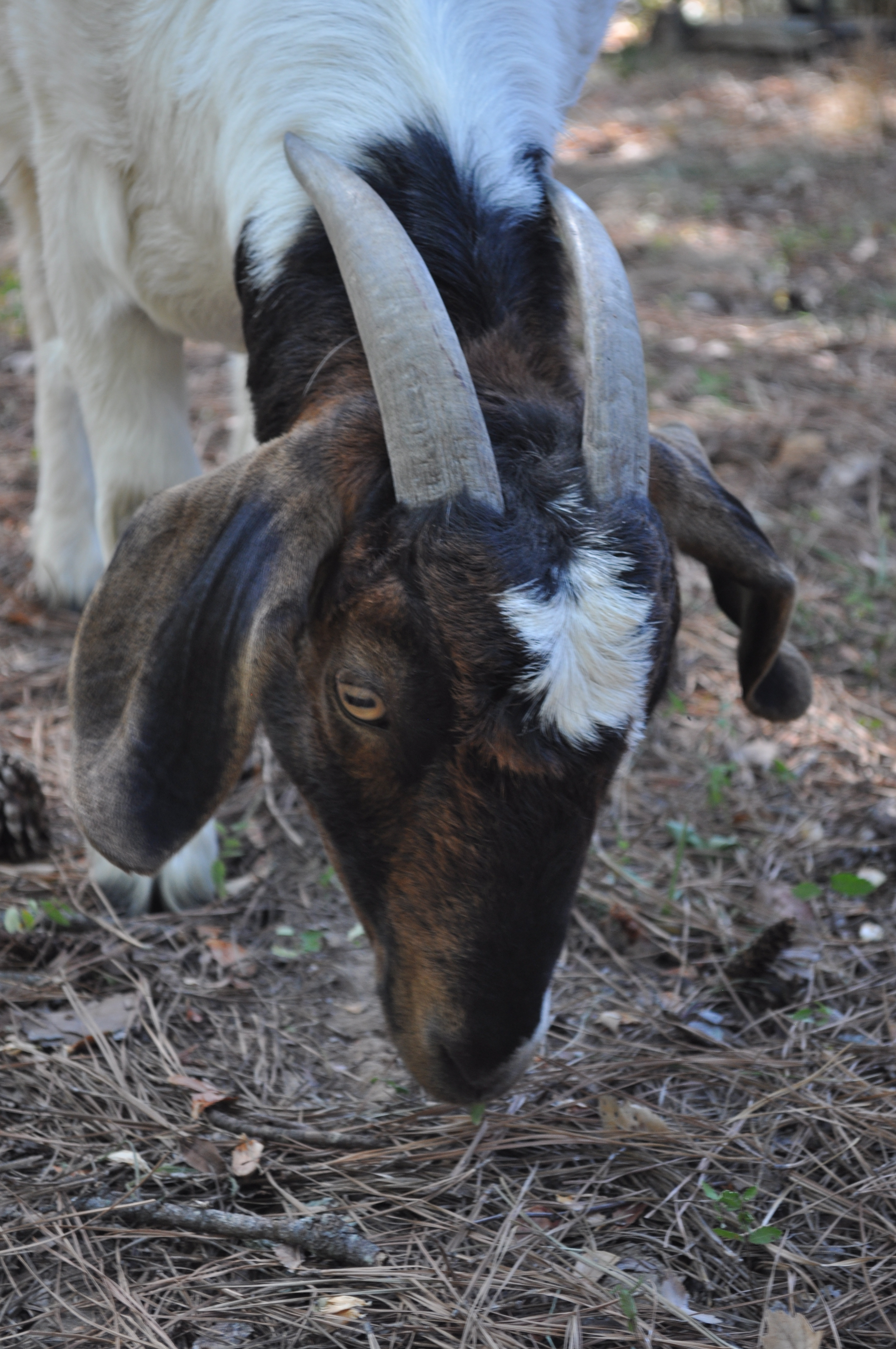
Một con dê đang ăn

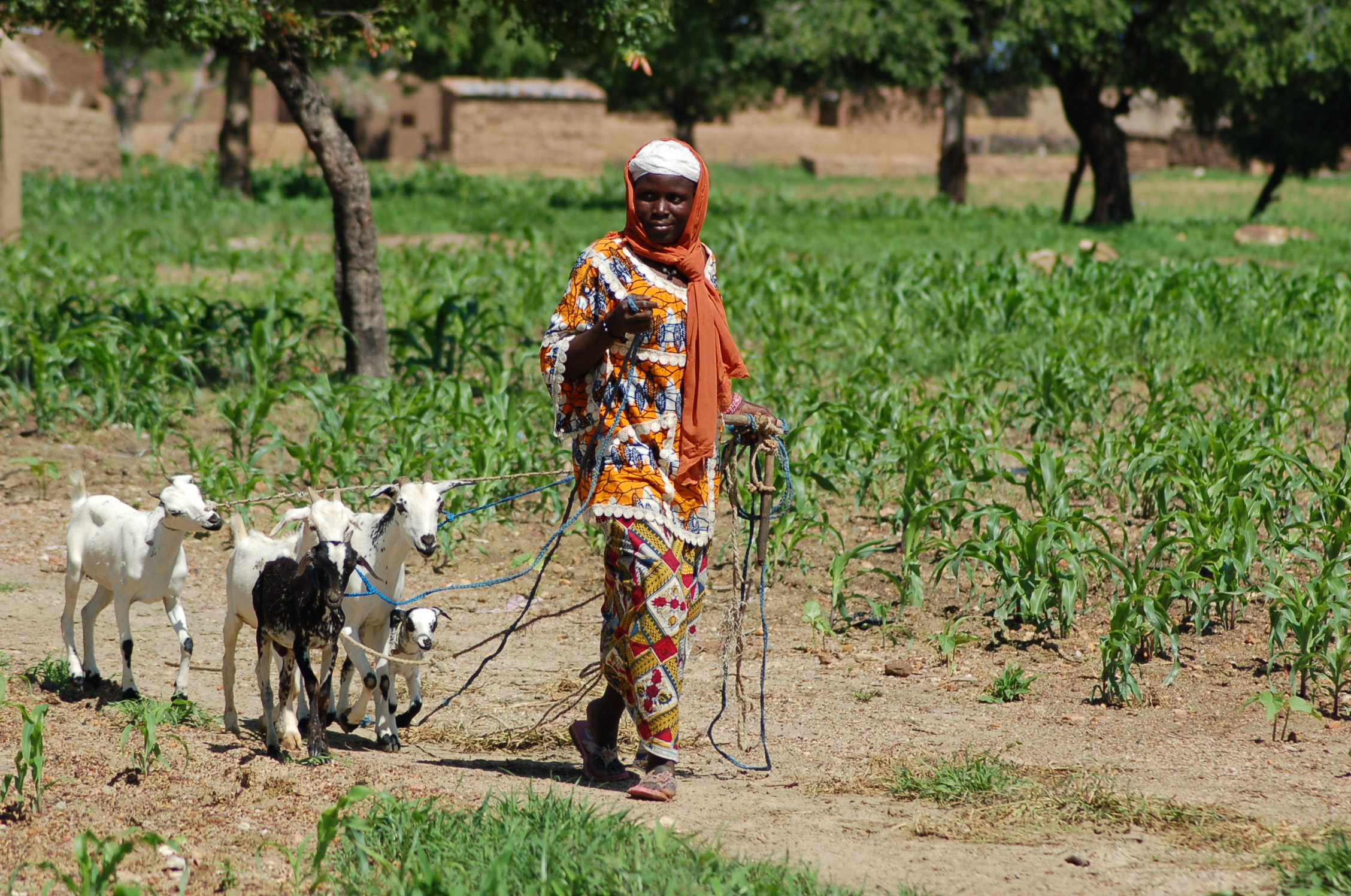
Nuôi dê ở châu Phi

Nuôi dê hay chăn nuôi dê là việc thực hành chăn nuôi các loài dê nhà để lấy thịt dê, sữa dê và da dê. Chăn nuôi dê đóng vai trò quan trọng trong ngành nông nghiệp của nhiều quốc gia, khu vực và cũng là ngành có truyền thống lịch sử. Sữa dê chiếm tổng số 2% lượng sữa sản xuất toàn thế giới. trên thế giới, nghề nuôi dê lấy sữa rất thịnh hành. Có những con dê, một năm có thể cho tới 2.950 lít sữa. Chăn nuôi dê cũng là một giải pháp của nền kinh tế đặc biệt là kinh tế hộ gia đình, giúp tăng thu nhập, cải thiện cuộc sống
Nhìn chung, dê là loài động vật cung cấp nhiều giá trị kinh tế. Người ta nuôi dê để: Để lấy thực phẩm (thịt dê). Để lấy sữa (sữa dê không chỉ làm thực phẩm mà, các sản phẩm như sữa rửa mặt, sữa tắm,... cũng có thành phần chiết xuất từ sữa dê). Để lấy lông (làm áo ấm, chăn...). Lấy da dê. Lấy sừng (dùng để trang trí trong nhà...), Để làm cảnh. Sức kéo (ở một số nơi).

## Tổng quan
Con dê là hữu ích cho con người kể cả khi nó được sống và khi nó chết, đầu tiên như là một loài cung cấp sữa, phân bón, và chất xơ, và sau đó làm thịt. Một số tổ chức từ thiện cung cấp dê cho người dân nghèo ở các nước nghèo, vì dê là dễ dàng hơn và rẻ hơn để quản lý hơn so với bò, và được sử dụng nhiều. Chăn nuôi dê thay đổi theo vùng và văn hóa. Trong lịch sử, dê nhà đã thường giữ trong bầy mà đi lang thang trên đồi, khu chăn thả gia súc khác.
Ở một số nơi trên thế giới, đặc biệt là châu Âu và Bắc Mỹ, các giống khác nhau của dê được nuôi để lấy sữa và sản xuất thịt. Đối với nông dân sản xuất nhỏ ở nhiều quốc gia dê là vật nuôi quan trọng. Ở Ấn Độ, Nepal, và phần lớn châu Á, dê được nuôi chủ yếu để sản xuất sữa, cả trong các hệ thống thương mại và hộ gia đình. Ở châu Phi và Trung Đông, dê thường được chạy rông trong đàn chiên. Điều này tối đa hóa sản xuất cho mỗi mẫu Anh, dê và cừu thích cây lương thực khác nhau. Nhiều loại dê nuôi được tìm thấy ở Ethiopia.
Đàn dê gia tăng nhanh từ năm 1992 đến năm 2000, nhưng sau đó lại giảm, chủ yếu ở các nước đang phát triển, đàn dê có gia tăng nhưng chưa đều, có thời gian bị giảm. Năm 2001, trên thế giới số lượng dê chỉ bằng 65,5% số lượng cừu. Thịt dê có ít mỡ hơn thịt bò và cừu và mỡ phân phối đều khắp quày thịt. Thêm vào đó mỡ dê có ít acid béo bão hòa và cholesterol hơn mỡ bò và mỡ cừu. Sữa dê có giá trị dinh dưỡng tương tự như sữa bò nhưng có tỉ lệ các hạt chất béo nhỏ cao hơn sữa bò nên dễ tiêu hóa hơn. Thêm vào đó sữa dê có chứa một số chất chống dị ứng nên có thể sử dụng cho các tạng người dễ bị dị ứng với sữa bò.

## Đặc điểm

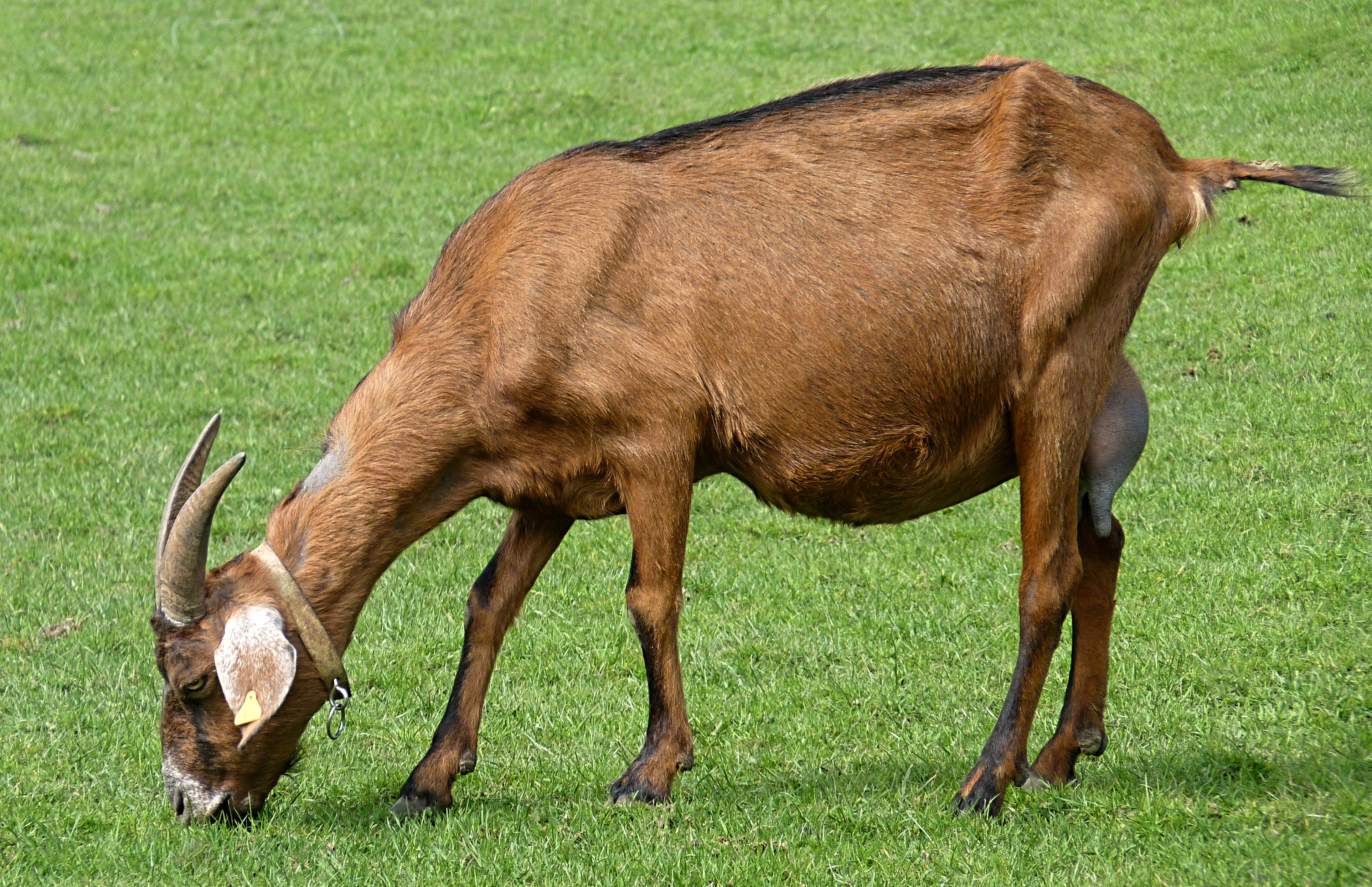
Một con dê đang ăn cỏ

Dê là loài động vật ăn tạp, dễ nuôi, khả năng kháng bệnh cao sinh sản nhanh, hai năm sinh sản khoảng 3 lứa, mỗi lứa từ 2 đến ba con. Bên cạnh đặc tính dễ dãi trong ăn uống và thuận lợi trong dọn dẹp vệ sinh chuồng trại, thì dê còn là con vật dễ nhân đàn. Thời gian dê con trưởng thành và cho sinh sản chỉ từ 7 đến 12 tháng, thời điểm này con dê sẽ đạt trọng lượng từ 30–35 kg/con. Trung bình một năm dê cái sinh 02 lứa, mỗi lứa từ 2 – ba con, mỗi lứa, dê mẹ thường đẻ 4-6 con nên đàn dê cũng vì thế mà tăng số lượng nhanh chóng.
Dê là con vật dễ nuôi, chuồng trại đơn giản nên mô hình này phù hợp với những hộ ít vốn.Chúng ít bị ốm sức đề kháng cao chăn thả tự kiếm cỏ ngoài đồng không cần thức ăn tinh bổ sung nên chăn nuôi không vất vả và tốn kém như nuôi vịt tuy vậy dê cũng khá nhạy cảm, dễ bị bệnh, nên khi nuôi các gia đình cũng cần phải thường xuyên quét dọn chuồng trại, phát hiện, cách ly và chữa trị kịp thời những con dê bị bệnh để tránh lây nhiễm, gây thiệt hại cho cả đàn.
Nuôi dê chỉ đầu tư về con giống, còn nguồn thức ăn đã có sẵn trong tự nhiên, chỉ cần bỏ công sức và thời gian để cắt lá cây, có thể tận dụng nguồn thức ăn sẵn có như rau muống, cỏ dại. Chúng lại chịu khó leo trèo, tìm kiếm thức ăn ở những nơi có địa hình heo hút, hiểm trở. Bên cạnh đó, do dê là loại vật có đặc tính ưa sạch sẽ nên những thức ăn đã bị dẫm đạp lên là chúng không ăn. Thức ăn cho dê phải khô ráo, không hôi mốc, sạch không lẫn đất cát; phải để nước sạch trong chuồng để dê uống khi khát.
Dê ăn thức ăn chủ yếu từ cây cỏ tự nhiên như cây keo, dâm bụt, lá mít. Thức ăn cho dê rất đa dạng gồm các loại cây bụi, cỏ trồng, cỏ mọc tự nhiên, các loại lá cây như so đũa, mít, chuối, sầu đâu, keo dậu, dâm bụt, phế phẩm nông nghiệp như rơm, thân cây ngô, ngọn mía, dây đậu, các loại củ quả như khoai lang, bí đỏ, chuối, thức ăn tinh, thức ăn khoáng. Thức ăn thô xanh thường chiếm khoảng 55 – 70% khẩu phần ăn của dê. Bên cạnh đó còn có các loại lá gòn, mít, cỏ, rau lan.

## Phương thức

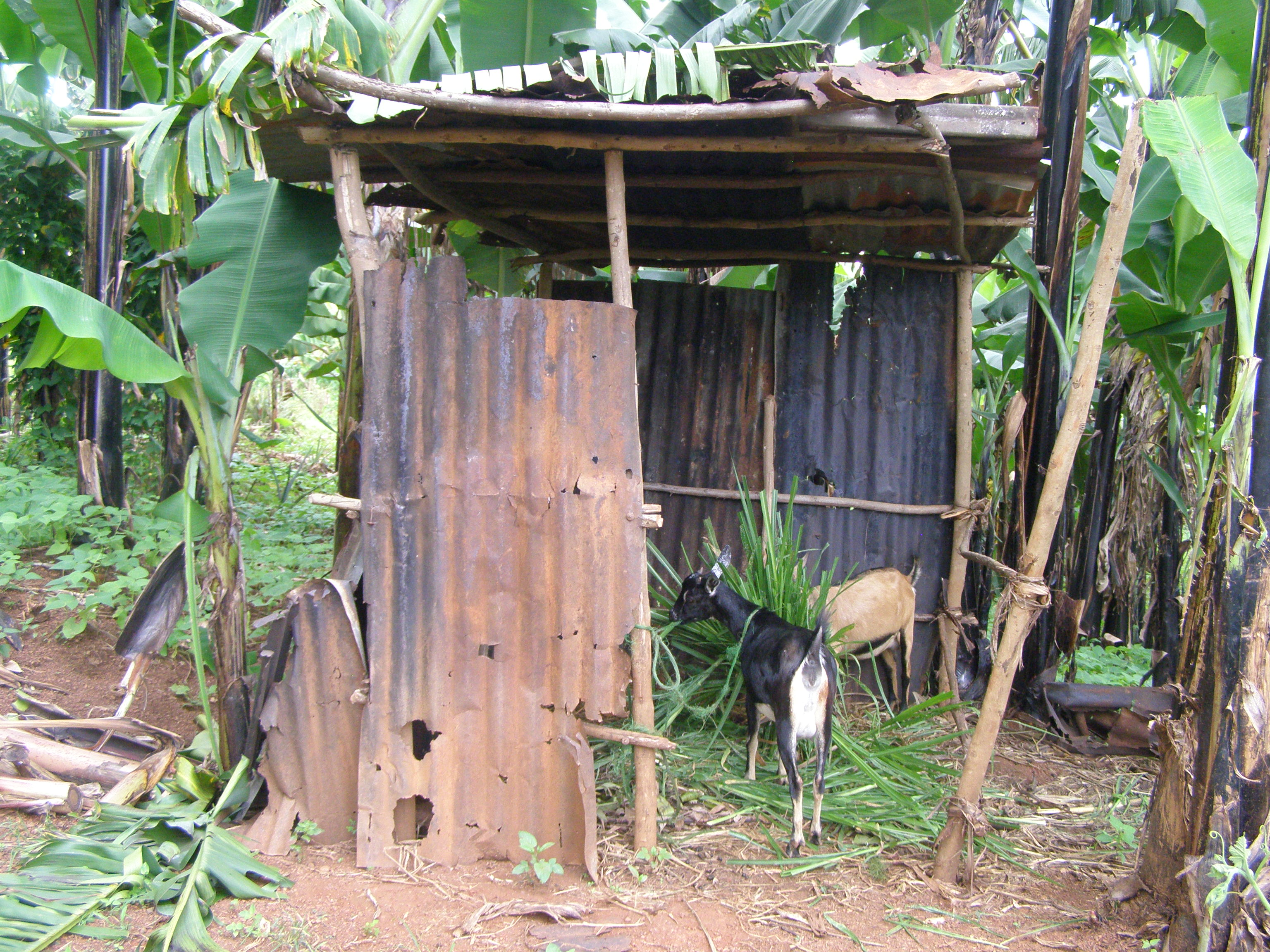
Một chuồng dê ở Rwanda

Dê được nuôi theo 3 kiểu: chăn dắt (quảng canh), cột buộc ở khu vực quanh nhà, đồi gò hoặc nuôi nhốt kết hợp với chăn thả (bán thâm canh) và nuôi nhốt cố định tại chuồng (thâm canh). Trong đó, phương thức chăn nuôi bán thâm canh phổ biến và phù hợp nhất trong điều kiện chăn nuôi ở nước ta, được áp dụng để nuôi dê kiêm dụng sữa, thịt. Phương thức thâm canh đem lại hiệu quả kinh tế cao nhất. Nuôi dê theo phương thức này đem lại nhiều lợi ích: không mất công chăn thả, không bị lây nhiễm nguồn bệnh từ bên ngoài, rủi ro thấp, có nguồn phân ủ hoai mục để chăm bón thêm cho cây.
Phương thức quảng canh phổ biến ở những vùng trung du và miền núi hoặc những nơi đất đai rộng rãi, có nhiều cỏ, cây... Dê được nuôi chăn thả hoàn toàn theo bầy đàn, chúng tự tìm kiếm và chọn lọc những loại thức ăn tự nhiên phong phú và đa dạng. Phương thức chăn thả quảng canh cho năng suất thấp nhưng vốn đầu tư về giống, chuồng trại, thức ăn, thuốc thú y, công chăm sóc... thấp hơn nhiều, nên hiệu quả kinh tế cao. Phương thức này áp dụng để nuôi dê lấy thịt. Ở các vùng núi chỉ cần thả dê sống trên núi đồi mà không tốn thực phẩm.
Dê được nuôi theo kiểu chăn dắt hoặc cột buộc ở khu vực quanh nhà, đồi gò hoặc nuôi nhốt kết hợp với chăn thả, hay phương thức nuôi nhốt cố định tại chuồng. Nuôi dê theo phương thức nhốt chuồng đem lại nhiều lợi ích không mất công chăn thả, không bị lây nhiễm nguồn bệnh từ bên ngoài, rủi ro thấp, có nguồn phân ủ hoai mục Dê nuôi nhốt chuồng đạt hiệu quả kinh tế, ngoài kinh nghiệm thì việc áp dụng kỹ thuật vào chăn nuôi rất quan trọng. Người nuôi dê phải biết áp dụng kỹ thuật từ khâu làm chuồng trại cho đến việc theo dõi, quản lý đàn dê.

### Chuồng trại

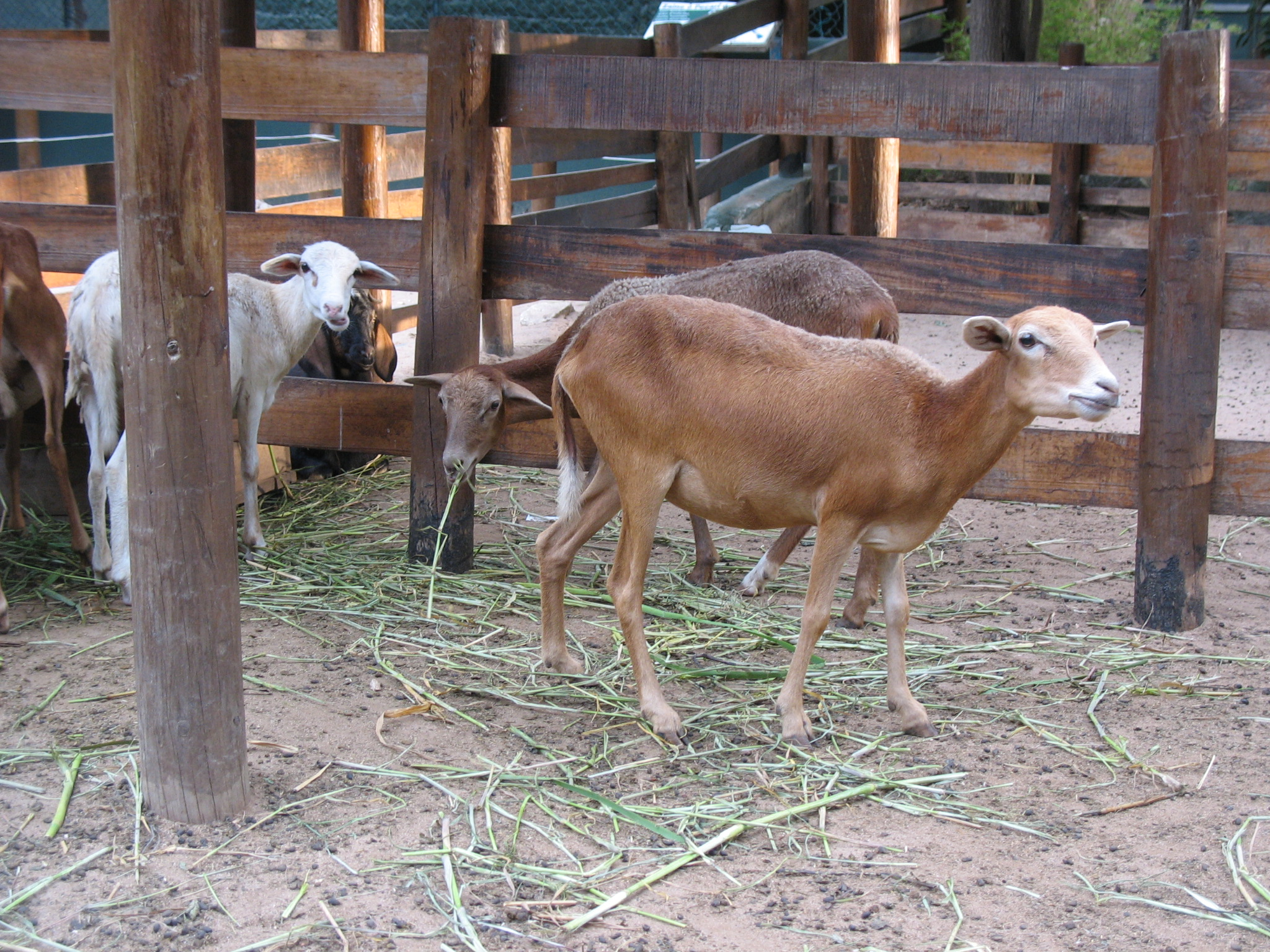
Chuồng dê

Việc áp dụng kỹ thuật vào chăn nuôi rất quan trọng. Người nuôi dê phải biết áp dụng kỹ thuật từ khâu làm chuồng trại cho đến việc theo dõi, quản lý đàn dê. Vì là loại động vật không ưa độ ẩm cao nên chuồng trại cho dê cần phải đảm bảo sạch sẽ, thông thoáng, tránh nắng nóng và ẩm ướt. Khi làm chuồng, tùy theo đặc điểm từng vùng, từng nhà cụ thể mà xác định vị trí và hướng chuồng thích hợp để tận dụng yếu tố thuận lợi và hạn chế tối đa các yếu tố bất lợi của thời tiết đối với dê. Trước chuồng nuôi cần có khoảng sân rộng để theo dõi, quản lý đàn dê, cũng như khi bắt dê để kiểm tra, phối giống, cho ăn và phòng trị bệnh. Chuồng dê có thể là căn nhà hoặc lán trại đơn giản nhưng phải đảm bảo ở nơi khô ráo, sạch sẽ thông thoáng, tránh nắng nóng và ẩm ướt.

### Sinh sản

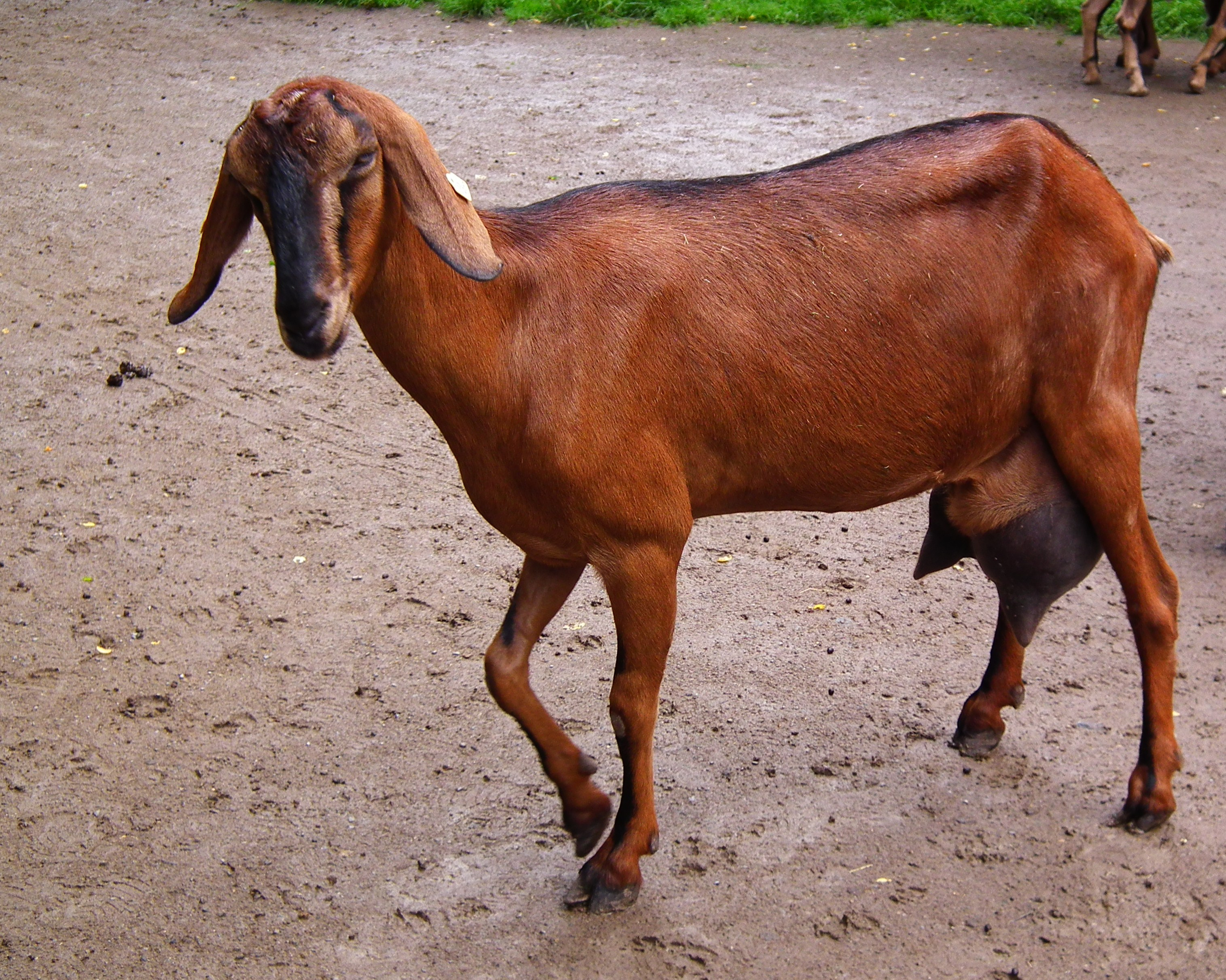
Một con dê chuẩn bị sinh con

Tránh cho dê giao phối đồng chủng để bảo đảm năng suất, chất lượng con giống. Khi dê đực con nuôi thời gian khoảng 4 tháng tuổi ra nuôi riêng với dê cái. Đối với dê cái phối giống lần đầu ở thời điểm nuôi từ 7 – 8 tháng tuổi. Không dùng dê đực giống là bố, dê cái là con hoặc cháu, đực giống là anh, dê cái là em cho phối giống với nhau để tránh hiện tượng trùng huyết. Trong thời gian dê có chửa tránh dồn đuổi, đánh đập và không nhốt chung với dê đực để tránh bị dê đực nhảy, dễ sảy thai.
Dê mẹ sinh con sau 15 ngày là có thể tách dê con ra và bắt đầu khai thác sữa, sữa dê được cho là bổ dưỡng hơn sữa bò, giá cao và Sữa dê rất quý, nó bổ hơn sữa bò, mỗi con dê cái có thể lấy từ 1,5 lít sữa trở lên, người ta thu từ một con dê tới hơn 4 lít sữa/ngày. Đối với dê chửa lần đầu cần xoa bóp nhẹ đầu vú để kích thích tuyến sữa phát triển kích thích tuyến sữa phát triển và tập cho dê quen dần với việc vắt sữa sau này. Đối với dê cái đã đẻ nhiều lứa, đang cho con bú hoặc đang vắt sữa cho dê bằng cách giảm dần số lần cho con bú hoặc vắt sữa từ một lần

### Dê sữa
Nuôi dê sữa cũng không khác gì với nuôi dê thịt. Tuy nhiên, để đảm bảo cho đàn dê cho năng suất sữa cao thì chế độ dinh dưỡng phải đảm bảo hơn, khẩu phần giàu chất dinh dưỡng hơn. Có thể nuôi chúng theo các phương thức khác nhau như: Nuôi thâm canh (tức là nuôi nhốt hoàn toàn). Hình thức nuôi bán thâm canh là phổ biến và phù hợp nhất. Chế độ nuôi dưỡng tốt phải đảm bảo cho dê mẹ phát triển bình thường khi có chửa, cho nhiều sữa trong thời kỳ cho sữa. Trước và sau khi đẻ phải cho dê ăn ngon, cháo cám. Năng suất, chất lượng sữa phụ thuộc vào thành phần và giá trị dinh dưỡng của thức ăn. Thiếu thức ăn thô xanh, nhất là thức ăn thô xanh non ngon thì chất lượng sữa sẽ kém.
Thừa thức ăn tinh hỗn hợp thì không chỉ chất lượng sữa giảm, chi phí thức ăn tăng. Chế độ nuôi dưỡng dê sữa phải căn cứ vào nhu cầu dinh dưỡng. Nhu cầu vật chất khô của dê mẹ vào cuối kỳ có chửa giảm còn trung bình 2 kg/100 kg thể trọng. Sau đó, nhu cầu vật chất khô tăng và đạt mức cao nhất vào tuần lễ thứ 14-15 (trung bình 4,5 kg/100 kg thể trọng), bình quan nhu cầu vật chất khô của dê sữa khoảng 5-6% thể trọng là thích hợp. Dê nặng 30 kg cho 1 lít sữa ngày cần cho ăn cỏ lá xanh 3 kg. Nhưng dê nặng 50 kg cho 2 lít sữa/ngày, cần cho ăn cỏ lá xanh 4 kg.

## Các bệnh
Do dê ăn khẩu phần thiếu hay mất cân bằng calci và phosphor trong thời gian dài nên bị hội chứng rối loạn thần kinh, gây ra bệnh sốt sữa (Milk fever). Bệnh này thường xảy ra trong giai đoạn dê đang tiết sữa hoặc cạn sữa thời gian mà dê cần rất nhiều calci và phosphor so với bình thường, song không được đáp ứng đủ, do đó dê phải sử dụng nguồn calci từ máu. Khi lượng calci trong máu giảm dưới 6 mg/100ml thì dê bị rối loạn thần kinh. Dê sữa có năng suất cao thường bị bệnh này. Lúc đầu dê giảm ăn, suy nhược cơ thể, đi đứng khó khăn, sau đó dựa vào tường rồi nằm nghiêng một bên, co giật và tê liệt, không đứng dậy được. Thân nhiệt hạ xuống khoảng 38 độ C, mạch đập nhanh hơn bình thường. Không điều trị kịp thời, dê có thể tử vong.
Bệnh ỉa chảy do vi trùng hoặc thức ăn, nước uống bẩn, lạnh, thiu, mốc. Dê bị bệnh phân nát đến lỏng. Khi dê ỉa chảy, nên để nước uống và tảng liếm thường xuyên trong cũi lồng chuồng. Ỉa chảy làm cho cơ thể mất nước, mất dịch thể và khoáng nghiêm trọng. Nếu ỉa chảy nặng và kéo dài (vài ngày) phải cung cấp dung dịch chống mất nước. Nếu không can thiệp, dê sẽ mất nước, mất cân bằng điện giải trong cơ thể, dê trở nên yếu và có thể bị chết. Bệnh chướng bụng đầy hơi do thức ăn thiu, mốc hoặc quá giàu đạm và thay đổi đột ngột. Dê bệnh thành bụng bên trái căng, chướng to, gõ tiếng bùm bụp, con vật khó thở sùi bọt mép.
Bệnh loét miệng truyền nhiễm do siêu vi trùng hoặc ăn thức ăn già, cứng gây xây sát nhiễm trùng. Xung quanh môi, trong miệng đều có mụn to, loét ra; nặng thì tai mũi bầu vú cũng bị viêm loét, con vật khó nhai, khó nuốt, nước dãi thối. Bệnh viêm vú do vệ sinh bầu vú không sạch, vắt sữa không đúng kỹ thuật gây viêm nhiễm làm bầu vú sưng đỏ, nóng, đau. Bệnh giun sán do vệ sinh thức ăn và chuồng trại kém. Dê bị bệnh biếng ăn, gầy, thiếu máu, đau bụng, ỉa nhão đến lỏng, mắc sán lá gan, dê có hiện tượng tích nước ở hàm dưới và bụng. Bệnh đau mắt do chuồng trại bẩn, chật chội. Dê bị bệnh mắt đỏ, nước mắt chảy nhiều, nặng có mủ. Bệnh viêm phổi do vi khuẩn nhiễm phổi kết hợp với các tạp khuẩn khác có sẳn trong đường hô hấp của dê, vi khuẩn từ dê, cừu bệnh được thải ra môi trường theo dịch chảy ra từ mũi, miệng của chúng.